# Antonio Beneyto Senabre
Antonio Beneyto Senabre (Albacete, 11 d'agost de 1934 - Barcelona, 23 d'octubre de 2020) fou un escriptor, artista plàstic, pintor i escultor espanyol.
Exponent del surrealisme espanyol, va començar la seva trajectòria creativa durant els anys seixanta del segle passat al voltant de la revista "Papeles de Son Armadans", de Palma, on es va relacionar amb figures de la cultura com Robert Graves, Camilo José Cela, Cristóbal Serra i Antoni Serra. A Palma comença a moure's en el món de les arts plàstiques, la pintura i l'escultura. El 1967 es va instal·lar a Barcelona, on dirigeix la col·lecció La Esquina, en la qual s'editen obres de Juan Ramón Jiménez, Ramón Gómez de la Serna, Max Aub, Juan Eduardo Cirlot, Joan Brossa i Carlos Edmundo de Ory. També va coordinar la col·lecció Biblioteca Íntima i va ser cap de redacció de la revista cultural Barcarola d'Albacete. Defensor de l'estètica postista, del surrealisme i de cert realisme, va defensar una poètica de la desviació dels valors acceptats.
Beneyto va ser creador d'una profusa producció pictòrica i escultòrica, que ha estat exposada en més d'un centenar de localitats, nacionals i internacionals, mostrant-la en moltes ciutats d'Espanya, Itàlia, França, Portugal, Polònia, Andorra, Suïssa, Alemanya, Estats Units (sovint a Nova York), Nicaragua, Xile o Guinea Equatorial. I, molt especialment a Barcelona. Beneyto, però, també va ser, sobretot, autor de llibres desenvolupats en diversos gèneres, des de la poesia, el conte, la novel·la, l'assaig, els llibres de viatges, l'antologia de textos (tant poètics com de narrativa), la monografia artística, l'entrevista, el diari, l'epistolari. Com a escriptor i il·lustrador va col·laborar en nombroses revistes literàries d'Espanya i fora d'Espanya. Els seus escrits han estat traduïts al polonès, a l'anglès, al grec, al portuguès, al lituà i al francès. El 1994 va coordinar i va editar l'obra de Luisa Sofovich, vídua de Ramón Gómez de la Serna, titulada La vida sin Ramon.
A Barcelona, Beneyto vivia al barri gòtic, en una casa estudi plena de llibres, dibuixos, pintures i escultures. Havia arribat a canviar quadres per menjars. Va ser un personatge pont entre l'erudició i la Barcelona més canalla, un perfil cada vegada més escàs en els temps d'especulació turística, narcopisos i cadenes de supermercats. Darrerament, havia superat un càncer, seguia treballant a l'hospital, corregia les galerades del seu pròxim llibre, un volum amb 100 dibuixos a tinta originals, realitzats durant els últims mesos, que serà editat per Ònix, i publicat en la col·lecció Nova Biblioteca Íntima. Va morir per coronavirus a la Clínica Sociosanitària Isabel Roig de Barcelona, on estigué ingressat els darrers tres mesos per una infecció, que acabà complicant-se per la COVID-19.

## Publicacions[3][2]
- ‘Una Gaviota en La Mancha’ (1966)
- ‘Los chicos salvajes’ (1971)
- ‘Censura y política en los escritores españoles’ (1975)
- ‘Textos para leer dentro de un espejo morado’ (1975)
- ‘Cartas Apócrifas’ (1987)
- ‘Eneri, desdoblegándose’ (1998)
- ‘Tiempo de Quimera’ (2001)
- ‘Escritos caóticos’ (2003)
- ‘El otro viaje’ (2003)
- ‘Códols en New York’ (2004)
- ‘Un Bárbaro en Barcelona’ (2009)
- ‘Escritos caóticos’ (2009)
- ‘Diario del artista suicida’ (2017)
- ‘Dentro de un espejo morado’ (2020)